# 18 anni (singolo)
18 anni è un singolo della cantante italiana Ariete pubblicato il 10 novembre 2020 come secondo estratto dall'omonimo EP.

## Video musicale
Il video musicale del brano, diretto da Giorgio Cassano e Bruno Raciti, è stato pubblicato il 16 novembre 2020 sul canale YouTube di Bomba Dischi.

## Tracce
Testi e musiche di Arianna Del Giaccio.
1. 18 anni – 2:39